# كل الأسماء
كل الأسماء رواية للكاتب البرتغالي جوزيه ساراماغو، كتبها سنة 1997. تُرجمت إلى اللغة الإنجليزية سنة 1999، وفازت تلك الترجمة بجائزة أكسفورد-فايدنفيلد للترجمة. حصل ساراماغو لاحقًا على جائزة نوبل في الأدب سنة 1998.

## ملخص الرواية
تدور أحداث الرواية بشكل رئيسي في «السجل المركزي للولادات والزيجات والوفيات» الواقع في مدينة غامضة وغير مسمّاة. يحتفظ هذا الأرشيف البلدي ببطاقات السجلات الخاصة بجميع سكان المدينة، ويمتد تاريخه إلى الماضي البعيد دون نهاية.
البطل في الرواية يُدعى سينور زوزيه، وهو الشخصية الوحيدة التي يُمنح لها اسم صريح، بينما يُشار إلى باقي الشخصيات من خلال صفات مميزة فقط. يبلغ سينور زوزيه نحو الخمسين من عمره، ويعمل كاتبًا بسيطًا في السجل المركزي منذ أكثر من عشرين عامًا. يعيش بمفرده في مسكن ملاصق لمبنى السجل، ويضم هذا المسكن المدخل الجانبي الوحيد للمبنى. غارقًا في رتابة.
في إحدى مغامراته الليلية، يلتقط سينور زوزيه عن طريق الخطأ بطاقة سجل لامرأة "مجهولة"، وسرعان ما تتحول هذه المصادفة إلى هوس بالبحث عنها. يستغل سلطته كموظف في السجل لجمع معلومات عنها من جيرانها السابقين، لكن عندما يُقترح عليه أن يبحث عن اسمها في دليل الهاتف، يتجاهل النصيحة ويفضّل أن يبقى على مسافة، محافظًا على غموض العلاقة ودون أن يقترب منها مباشرة.
يبدأ بحث سينور زوزيه عن هذه المرأة المجهولة في التهام وقته وتفكيره، ويؤثر على أدائه في العمل إلى حد لفت انتباه المسجِّل، رئيس السجل المركزي، الذي يُبدي تجاهه تعاطفًا غير متوقَّع. هذا الاهتمام الخاص الذي يوليه الرئيس لموظف بسيط يُعد أمرًا غير مسبوق في تاريخ السجل، ما يُثير قلق زملاء زوزيه في العمل. ومع مرور الوقت، يزداد إهماله لواجباته الوظيفية، ويخاطر بمسيرته المهنية من أجل تتبّع امرأة لا يعرف عنها شيئًا تقريبًا.

## المواضيع
من أبرز الموضوعات في رواية كل الأسماء ما يتجلى في رحلة سينور زوزيه وهو يحاول جمع خيوط حياة المرأة المجهولة، وتأثيرها على الأشخاص والأشياء، وصولًا إلى اقتراح السجل المركزي بدمج ملفات الأحياء والأموات معًا. هذه الرحلة تُبرز فكرة أساسية، وهي أن فهم الحالة الإنسانية لا يكتمل إلا إذا شمل حياة الأحياء والأموات، المُتذكَّرين والمنسيين، والمعلومين والمجهولين. وهذه الفكرة، في جوهرها، من الثيمات المتكررة في أعمال جوزيه ساراماغو.
الموضوع الآخر هو عبثية الفعل البشري. كما يقول ساراماغو:
"بصورة دقيقة، نحن لا نتخذ القرارات، بل القرارات هي التي تتخذنا. الدليل على ذلك هو أنه، رغم أن الحياة تدفعنا إلى القيام بأفعال متنوعة واحدة تلو الأخرى، إلا أننا لا نبدأ كل فعل بفترة من التأمل والتقييم والحساب، ثم نعلن بعدها أننا قادرون على اتخاذ قرار ما إذا كنا سنخرج لتناول الغداء أو شراء صحيفة أو البحث عن المرأة المجهولة."